# Pesués
Pesués es una localidad española, capital del municipio de Val de San Vicente, perteneciente a la comunidad autónoma de Cantabria.

## Geografía
La localidad se encuentra a 30 metros de altitud sobre el nivel del mar y a 73 kilómetros de la capital cántabra, Santander. Se compone de los siguientes barrios: Zarcéa, Villanueva, La Aldea, Valledal, La Barca de Arriba, La Barca de Abajo y los Tánagos.

## Historia
Hacia mediados del siglo XIX, el lugar, ya por entonces perteneciente a Val de San Vicente, tenía contabilizada una población de 160 habitantes. Aparece descrito en el duodécimo volumen del Diccionario geográfico-estadístico-histórico de España y sus posesiones de Ultramar de Pascual Madoz con las siguientes palabras:

PESUES: l. en la prov. y dióc. de Santander (11 leg.), part. jud. de San Vicente la Barquera (1), aud. terr. y c. g. de Búrgos (33) y ayunt. de Val de San Vicente: sit. en un llano de corta estension entre los r. Nansa y Deva; su clima es templado; sus enfermedades mas comunes tabardillos y dolores de costado. Tiene 93 casas, escuela de primeras letras á que asisten 31 niños, dotada con 800 rs. y 7 fan. de maiz, igl. parr. (San Pedro Advíncula), matriz de Pechon, servida por un cura de ascenso y provision del diocesano; 2 ermitas (San Roque y San Antonio), y 3 fuentes de buenas aguas. Confina con términos de Prellezo, el anejo, Serdio, Prio, Moñorrodero y Molleda. El terreno es de buena y mediana calidad, y le fertilizan las aguas del Nansa, sobre el que se ve una barca de paso; hay un pequeño monte poblado de encinas y robles, y algunos prados naturales. Los caminos dirigen á los pueblos limítrofes, á San Vicente y á Colombres (prov. de Asturias): recibe la correspondencia de la cab. del part. prod.: maiz, alubias, patatas y pastos; cria ganados, caza de ánades en el invierno, y pesca de salmones y otros peces. ind. y comercio: carboneo y corte de maderas, se importan art. de primera necesidad y vena para las herrerías del país. pobl.: 45 vec., 231 alm. contr.: con el ayunt.
(Madoz, 1849, pp. 822-823)

En 2022, tenía empadronados 322 habitantes.

## Personajes ilustres
En esta localidad nació el maestro de cantería Francisco Rubín de Colombres (siglo XVIII) y el político y líder sindical Antonio Vayas Gutiérrez (1884-1937).